# Johann Andreas Wagner
Aquest autor és citat en taxonomia animal amb el nom «Wagner».
Johann Andreas Wagner (1797 – 1861) fou un paleontòleg, zoòleg i arqueòleg alemany.
Wagner fou professor de la Universitat de Múnic i conservador de la Zoologische Staatssammlung (Col·lecció Zoològica Estatal).
Fou autor de l'obra Die Geographische Verbreitung der Säugethiere Dargestellt (1844-46).